# Lot czarowników
Lot czarowników lub Lot czarownic (hiszp. Vuelo de brujos lub Brujos por el aire) – obraz hiszpańskiego malarza Francisca Goi znajdujący się w kolekcji Muzeum Prado. Należy do cyklu sześciu obrazów gabinetowych o wymiarach ok. 43 × 30 cm, których tematem są czary. Obrazy nie tworzą razem jednej historii, nie mają też wspólnego znaczenia, dlatego właściwa jest interpretacja każdego z osobna. Cała seria była własnością książąt Osuny i zdobiła ich letnią rezydencję Alameda de Osuna. Oprócz Lotu czarowników do serii należą: Sabat czarownic (lub Wielki kozioł), Lampa diabła (lub Zauroczony), Urok, Kuchnia czarownic oraz Kamienny gość. Obecnie cztery obrazy znajdują się w różnych kolekcjach publicznych, jeden w kolekcji prywatnej, a ostatni jest uznawany za zaginiony.

## Okoliczności powstania

### Mecenat książąt Osuny
W początkach swojej kariery w Madrycie Goya pracował głównie dla Królewskiej Manufaktury Tapiserii, jednocześnie poszerzając swoją prywatną klientelę wśród stołecznej arystokracji i burżuazji. Ważnymi mecenasami malarza zostali książęta Osuny Pedro Téllez-Girón i jego żona María Josefa Pimentel. Należeli do intelektualnych elit i czołowych przedstawicieli hiszpańskiego oświecenia. Wspólnie organizowali wieczory dyskusyjne, na które zapraszano wybitnych ilustrados. Aktywnie wspierali kulturę; zgromadzili pokaźną bibliotekę, a w swojej rezydencji organizowali przedstawienia teatralne. Roztaczali mecenat nad naukowcami i artystami epoki, do których oprócz Goi należał m.in. Leandro Fernández de Moratín. W latach 1785–1817 Goya namalował dla nich około 30 dzieł – portrety patronów i ich dzieci, sceny religijne i obrazy gabinetowe. Nabyli także pierwsze edycje rycin z serii Kaprysy. Po śmierci księcia w 1807 malarz kontynuował pracę dla księżnej, m.in. portretując ich dorosłe córki i synów.

### Alameda de Osuna
W 1783 książę Osuny nabył tereny i budynki w położonej na północny wschód od Madrytu miejscowości La Alameda, gdzie zamożne rodziny spędzały lato, odpoczywając od miejskiego gwaru. Liczne projekty rozwojowe, zlecone i wdrażane przez księcia, przekształciły miejscowość, która wkrótce zmieniła nazwę na La Alameda de Osuna. W 1792 w posiadłości książąt funkcjonował już pałac, a z inicjatywy księżnej powstały także ogrody nazywane El Capricho. Książę Osuny nabył od Goi cykl sześciu obrazów o niewielkich rozmiarach, do dekoracji nowego pałacu. Zachował się przesłany księciu rachunek z dnia 27 czerwca 1798 za „sześć dzieł o tematyce czarownic”, opiewający na sześć tysięcy reali de vellón.
Często przyjmuje się, że obrazy powstały na bezpośrednie zamówienie księżnej, nie ma na to jednak dowodu. Możliwe, że Goya przedstawił mecenasom gotowe dzieła, które odpowiadały ich gustom. Z tego powodu trudno stwierdzić, czy malarz wykonał je z myślą o konkretnym pałacowym pomieszczeniu, czy też ich lokalizacja została ustalona później. Wiadomo, że obrazy wisiały na pierwszym piętrze w przedpokoju prowadzącym do gabinetu księżnej, który nazywano gabinete de países. Historyk sztuki Frank Irving Heckes uważał, że to pomieszczenie mieściło bibliotekę książąt, dlatego Goya intencjonalnie zawarł w kompozycjach motywy literackie. María Isabel Pérez Hernández, która przeanalizowała inwentarz dóbr sporządzony w 1834 po śmierci księżnej, stwierdziła, że obrazy Goi znajdowały się wówczas w przedpokoju gabinetu de países, ale pozostałe meble i przedmioty z tego pomieszczenia nie wskazywały na to, by pełniło ono funkcję biblioteki. Dzieła Goi wraz z rycinami zostały do niej przeniesione dopiero około 1845.

Cykl Czary
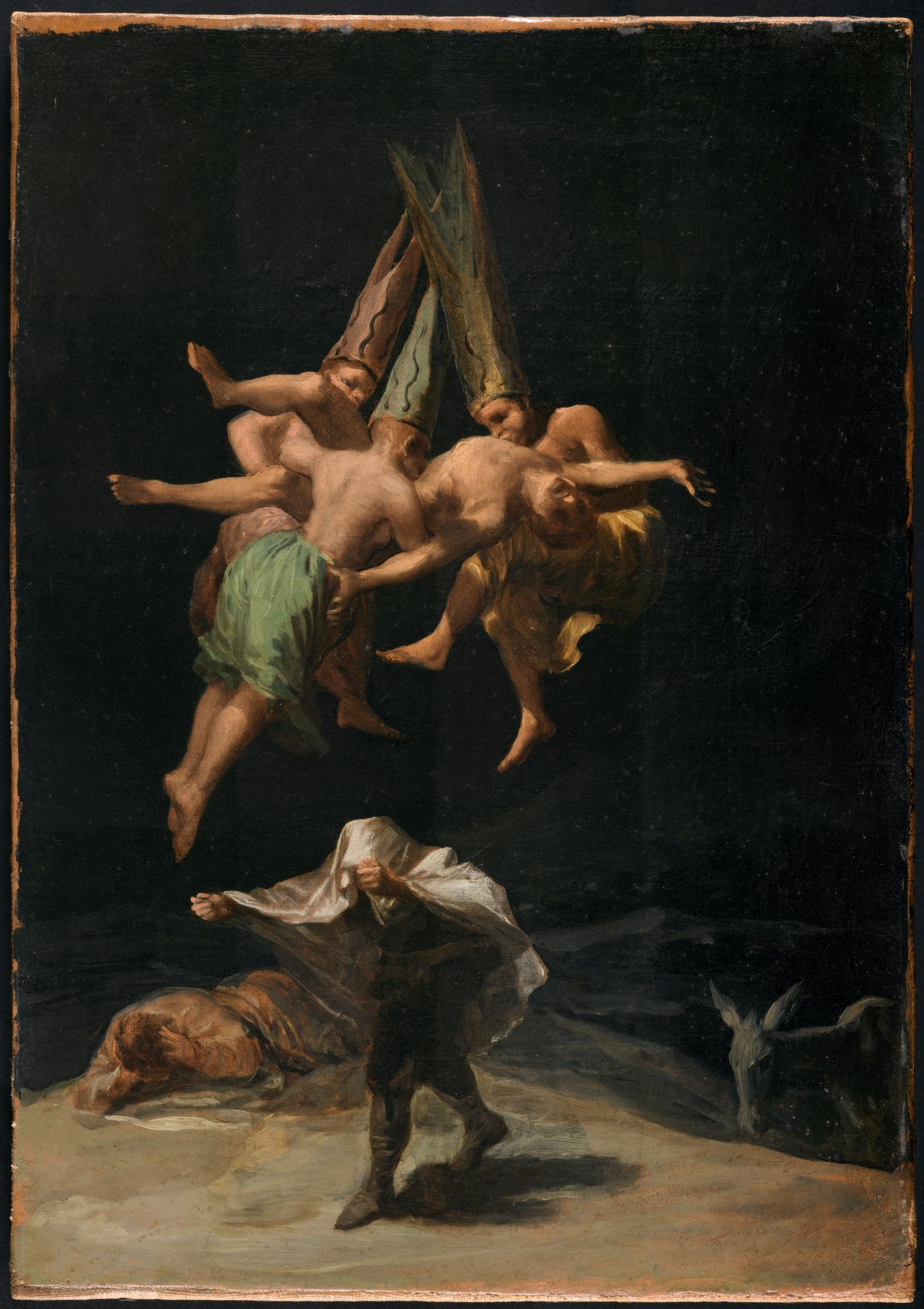
Lot czarowników
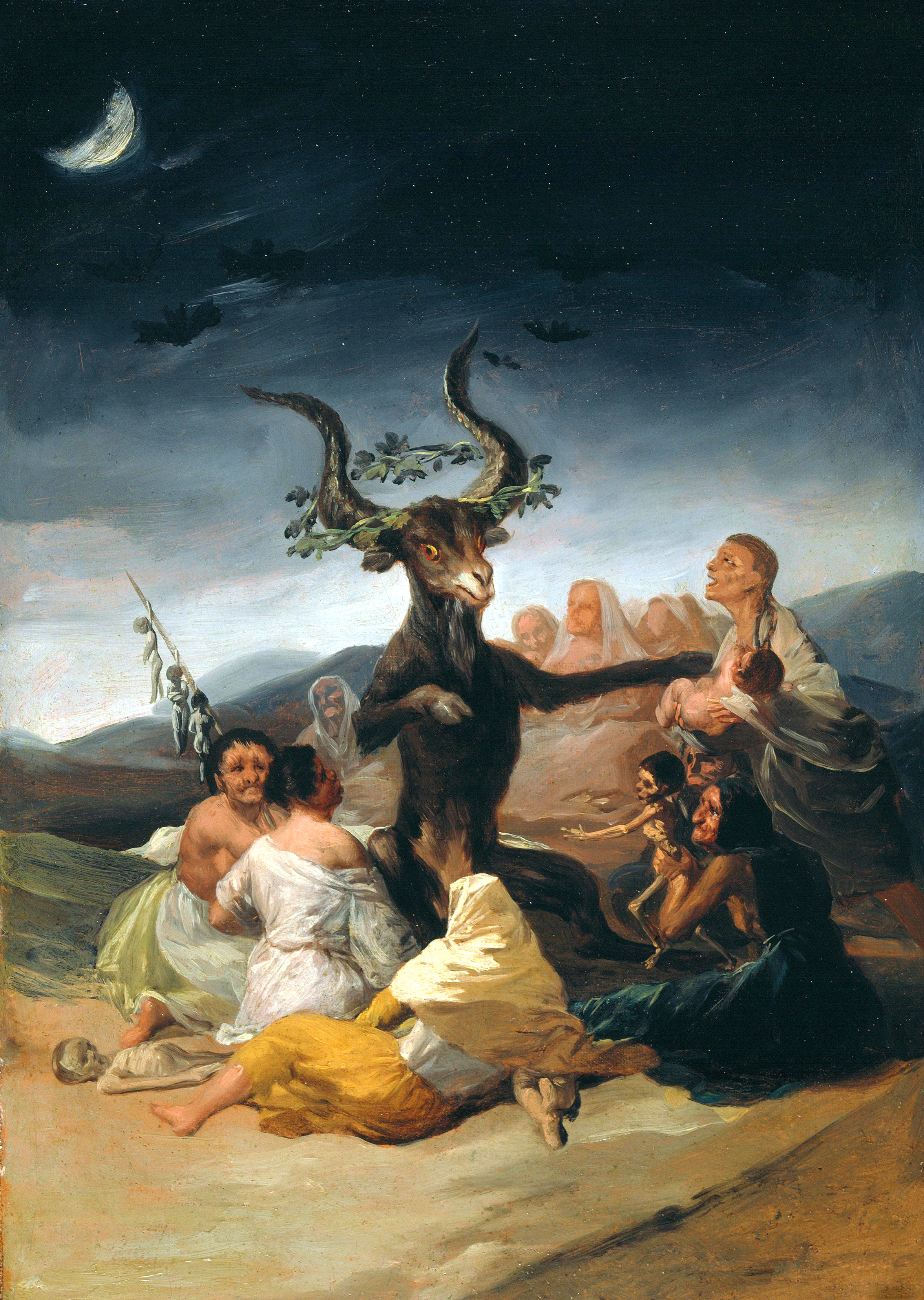
Sabat czarownic lub Wielki kozioł
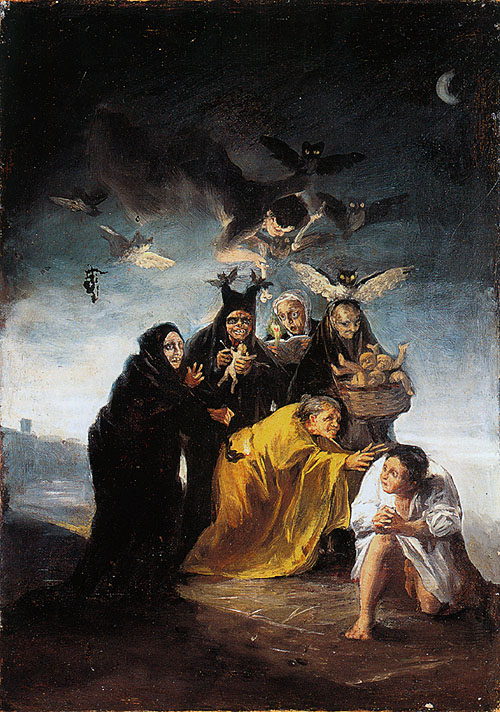
Urok
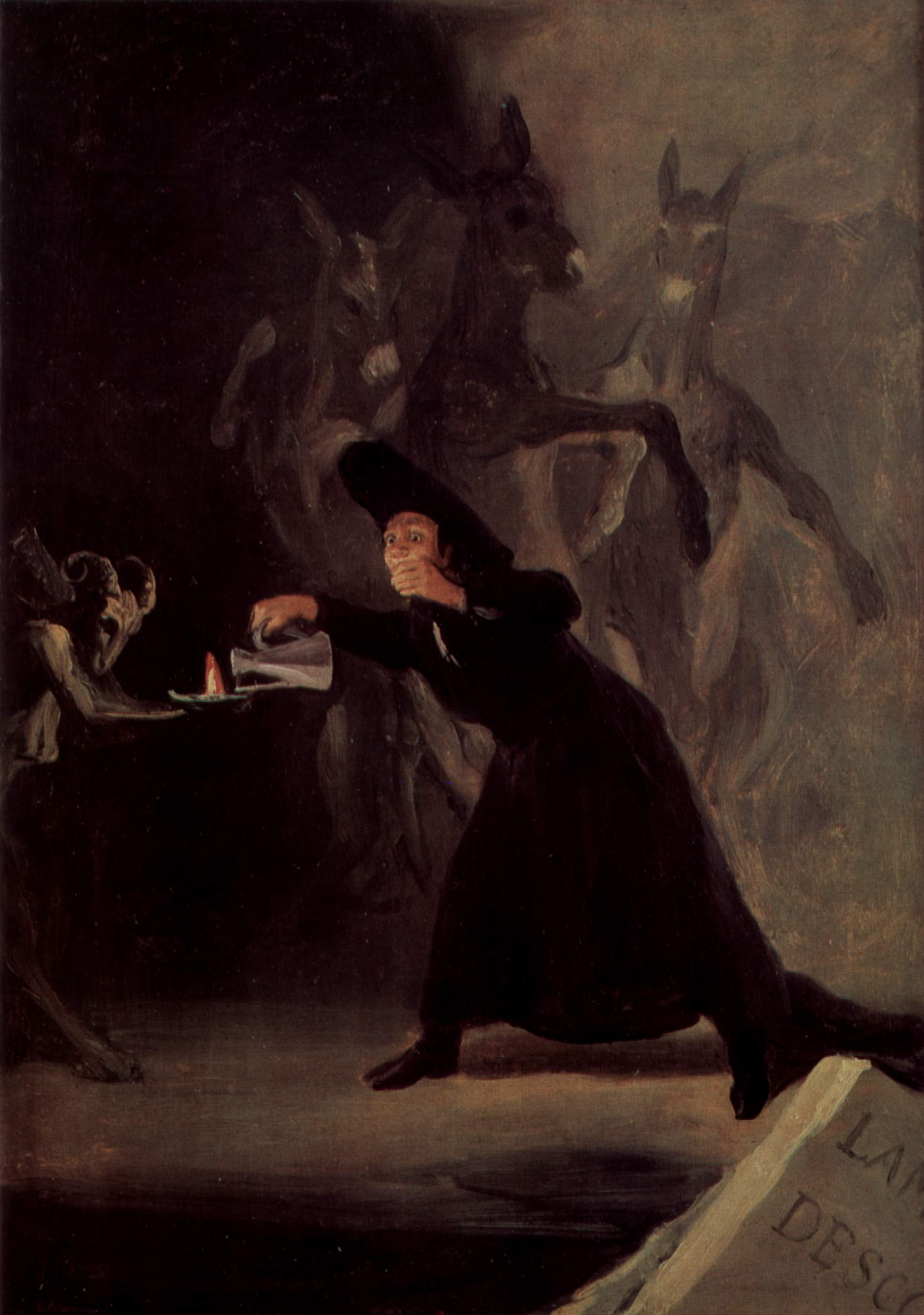
Lampa diabła lub Zauroczony
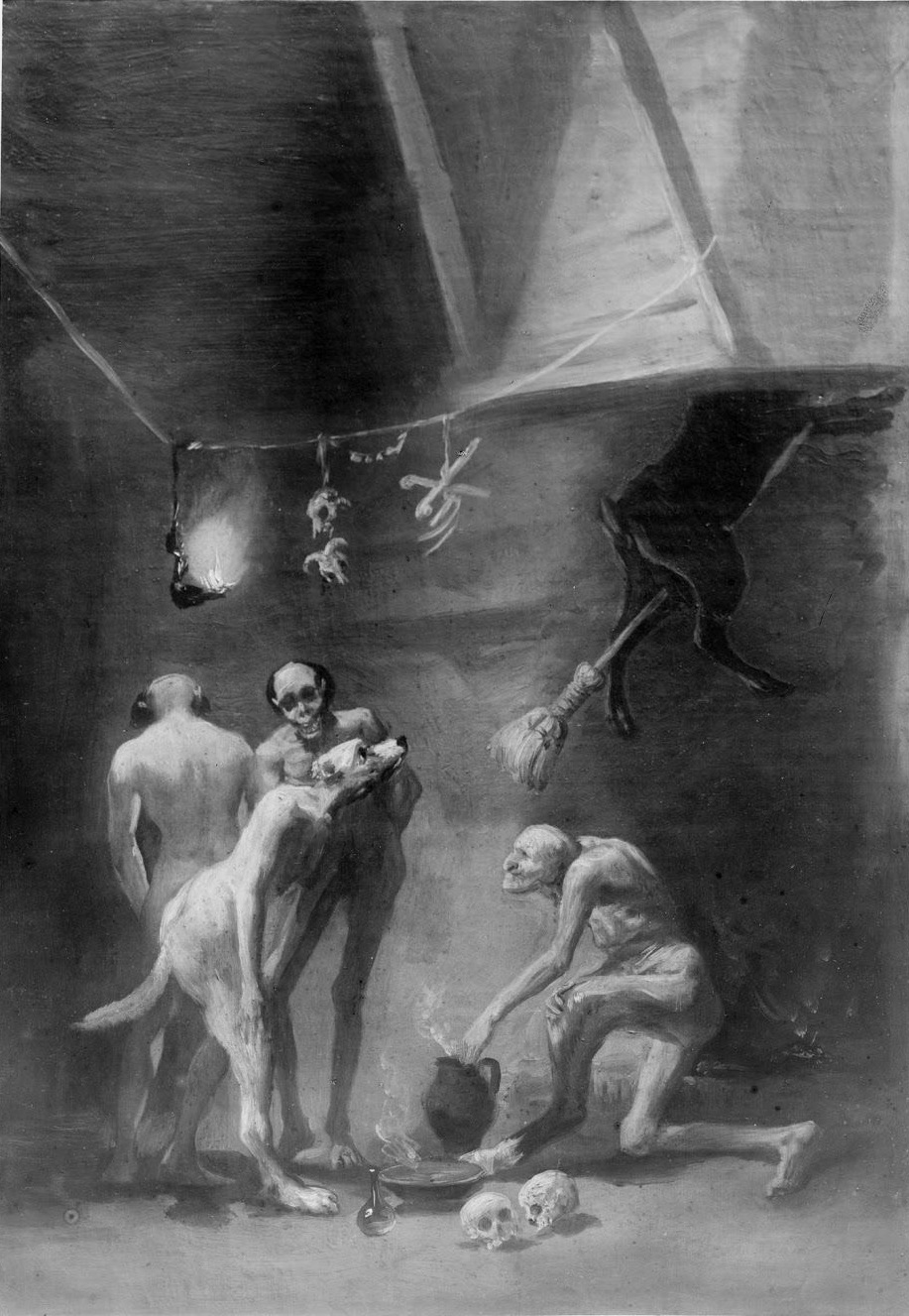
Kuchnia czarownic
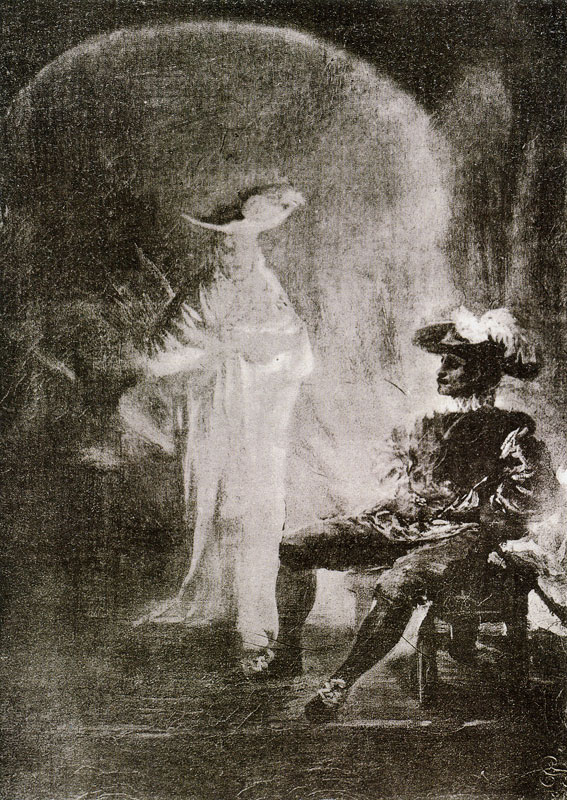
Kamienny gość

### Czary i gusła

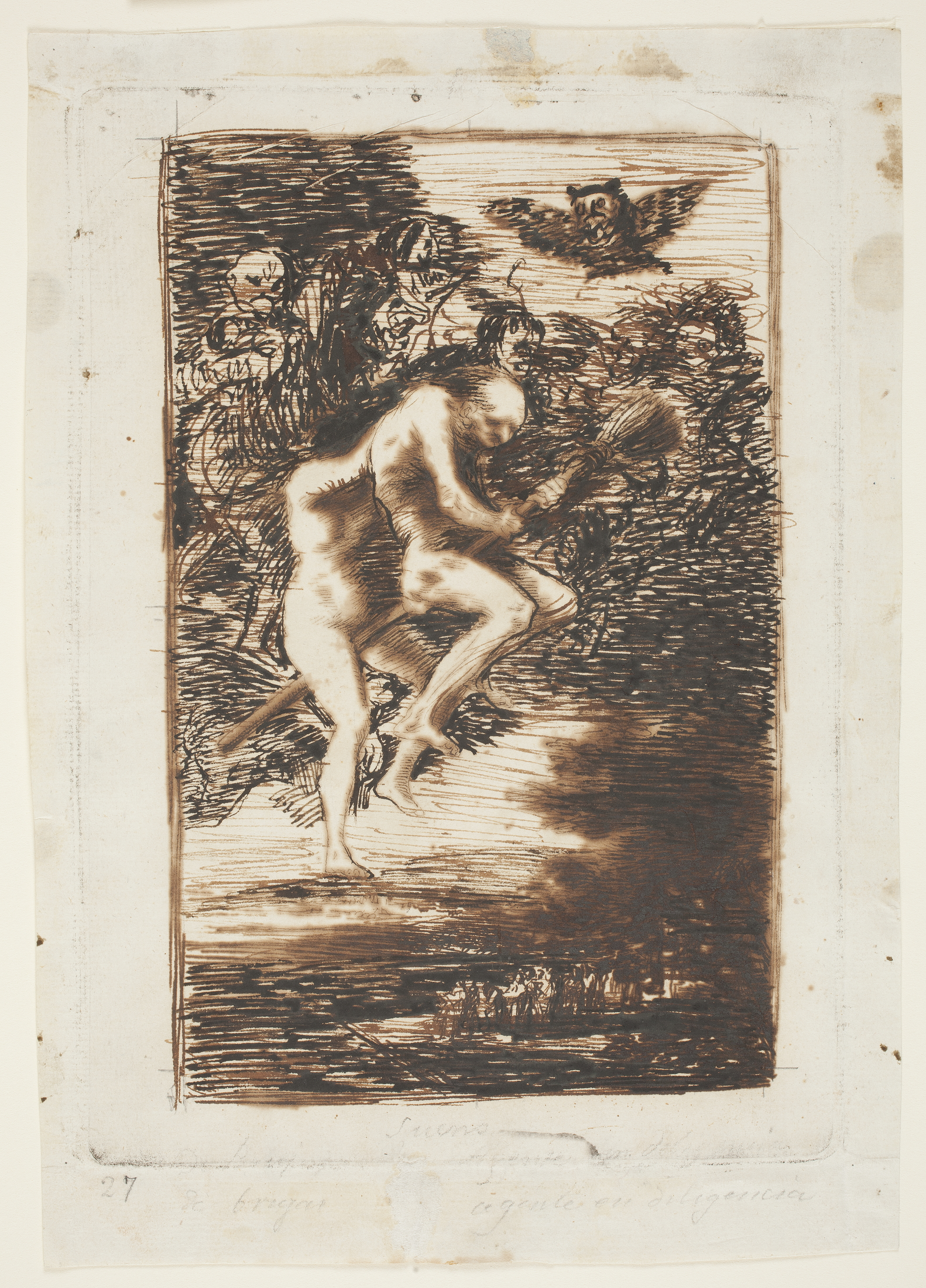
Rysunek ze zbioru „Sny” przedstawiający czarownice, ok. 1797

Tematem dzieł były czarownice i gusła, będące ważnym elementem hiszpańskiego folkloru. Ludowa wiara w czary i demony była powszechna, a dochodzenia i kary inkwizycji dodatkowo ożywiały i legitymizowały przesądy. Ten popularny motyw pojawiał się w sztuce, literaturze i teatrze, często pod postacią satyry. Inspiracją dla Goi były m.in. sztuki teatralne Antonia de Zamory, które mógł oglądać w prywatnym teatrze książąt. Oświecona szlachta (tzw. ilustrados), do której należeli książęta Osuny, nie wierzyła w czary, jednak fascynował ich temat czarnoksięstwa, zjawisk nadprzyrodzonych i związanej z nimi kultury plebejskiej. W bibliotece książąt znajdowały się pozycje dotyczące magii (m.in. Malleus Maleficarum, Diabeł kulawy), na których posiadanie mieli specjalne pozwolenie Świętego Oficjum. Matkę księżnej pasjonowała ezoteryka oraz powieści typu Wathek Williama Beckforda. Wielu oświeconych przyjaciół Goi należało do masonerii. Temat czarów miał podobny wpływ na Goyę, który deklarował niewiarę w czarownice i uważał się za sceptyka, ale bohaterami jego dzieł często były demony i postacie fantastyczne. Nie wiadomo, czy księżna Osuny zasugerowała Goi tematykę obrazów, czy powstały one dzięki jego własnej inwencji. Możliwe, że kiedy Goya pracował nad zleconym przez książęta Portretem generała José de Urrutii, miał okazję pokazać księżnej rysunki ze zbioru zatytułowanego „Sny”, w których podejmował temat czarów, aby ją zainspirować.

### Datowanie
Obrazy zostały namalowane najprawdopodobniej w latach 1797–1798, nie później jednak, niż wskazuje na to data wystawienia rachunku (27 czerwca 1798). Istnieją liczne tematyczne i kompozycyjne podobieństwa do serii rycin Kaprysy, nad którą Goya pracował w tym samym czasie. Kaprysy były satyrą na społeczeństwo hiszpańskie i krytyką fanatyzmu religijnego, inkwizycji i przesądów. José Gudiol datował cykl Czary na lata 1794–1795, przypadające na okres rekonwalescencji malarza po ciężkiej chorobie przebytej na przełomie 1792 i 1793 roku, w wyniku której kompletnie stracił słuch. Powoli wracając do pracy, Goya skupił się na malowaniu obrazów o niewielkich rozmiarach, wymagających mniej fizycznego wysiłku. Częściej malował także kompozycje dyktowane własną wyobraźnią, niepowielające istniejących wzorów i wolne od przyjętych ogólnie kanonów. Według historyka sztuki Moralesa y Marína ta seria została przez Goyę wystawiona w Królewskiej Akademii Sztuk Pięknych św. Ferdynanda w 1799 jako „sześć dziwnych kaprysów”. Książęta prawdopodobnie wypożyczyli Goi obrazy, być może aby wspomóc promocję Kaprysów, które ukazały się w tym samym roku.

## Interpretacja

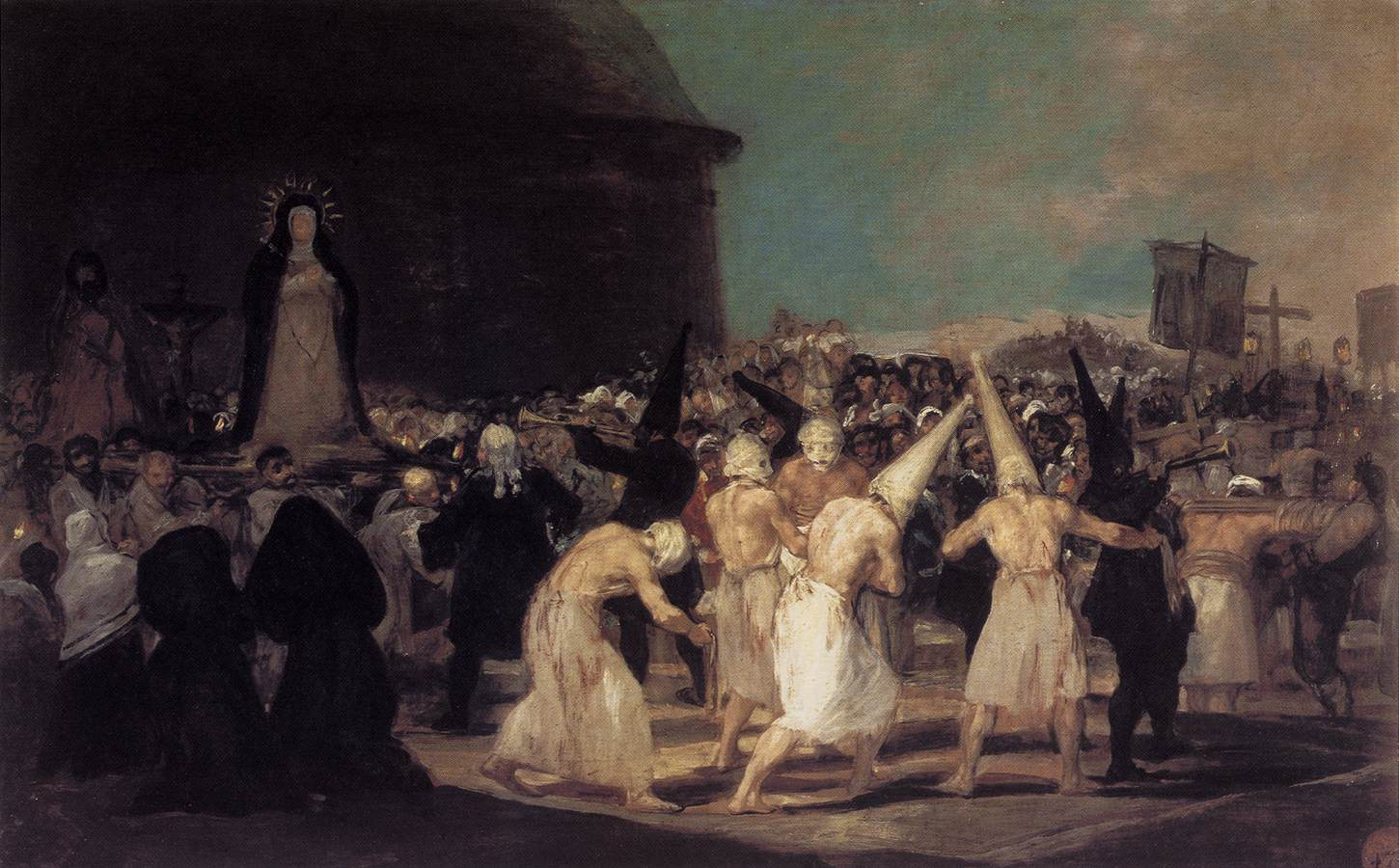
Francisco Goya Procesja biczowników. Latający czarownicy przypominają pokutników oskarżonych przez inkwizycję.

Na tle ciemnego nocnego nieba w magicznym locie napędzanym oddechem szatana unosi się trzech czarowników. Ich płeć jest nieokreślona, poza jedną postacią, która wydaje się mieć kobiecą pierś. Torsy półnagich czarowników, ubranych w pofałdowane spódnice, są odkryte, jak u biczujących się pokutników. Na głowach noszą wysokie stożkowate czapki, przypominające corozy zakładane skazanym przez inkwizycję. Ich szpice są jednak rozdwojone, przez co wyglądają jak mitry biskupie. Zdobiące je węże nawiązują do wiedzy masońskiej, być może więc scena odnosi się do rytuału inicjacji. Mogą to być także płomienie skierowane ku górze, znak, że zostali potępieni jako nieugięci heretycy i skazani na spalenie na stosie. Czarownicy wspólnie podtrzymują czwartą postać nagiego mężczyzny, który w rozpaczliwym krzyku rozkłada ręce. Ich pełne policzki świadczą o tym, że napełniają go swoim tchnieniem, czyli wiedzą. Według innych interpretacji czarownicy pożerają swoją ofiarę lub piją jej krew. Ułożenie ciała mężczyzny z szeroko rozpostartymi ramionami przypomina ukrzyżowanego Chrystusa, a układ grupy nawiązuje do ikonografii Zmartwychwstania.
Nocne loty, do których nawiązuje Goya, są kontynuacją rozpowszechnionego w Europie aż do początków nowożytności przekonania, że gdy człowiek wpada w ekstazę, jego dusza opuszcza ciało, by wejść do świata umarłych. Wygięty tułów, otwarte ramiona i odrzuconą do tyłu głowę ofiary można interpretować jako reakcję na tortury, ale także jako moment ekstazy. Julio Caro Baroja podkreśla, że świat czarnej magii jest światem pożądania, dlatego scena nie jest pozbawiona erotycznego napięcia. Wąska talia i zaokrąglona pierś latającej postaci odwróconej plecami sugeruje, że jest kobietą, przez co jej pozycja między nogami mężczyzny jest jeszcze bardziej dwuznaczna. Ssanie krwi czy „nadmuchiwanie” ofiary są wprawdzie przeciwnymi czynnościami, ale w świecie czarów mogą się uzupełniać. Silny strumień światła padający spoza kompozycji, być może księżyc w pełni, oświetla plątaninę zawieszonych w powietrzu rąk i nóg. Przypomina ona monstrualną cielesność i groteskowy erotyzm ryciny nr. 62 pt. „Któż by w to uwierzył!” (Kaprysy) lub rysunku nr. 70 pt. „Nic nie mówią” z „Albumu C”. Przedstawiony na obrazie rytuał skłania do refleksji o skomplikowanym związku między ofiarą, świętością i seksualnością.
W dolnej części kompozycji dwóch mężczyzn dotarło na szczyt góry. W ciemnościach za nimi ginie kręta ścieżka, a nieco niżej zatrzymał się ich osioł. Ubrani w prosty sposób mężczyźni prawdopodobnie są wieśniakami. Być może noc zaskoczyła ich w złowrogim, opustoszałym miejscu, gdzie wyobraźnia wygrywa z rozsądkiem i roztacza przed nimi przerażającą wizję. Jeden mężczyzna padł na ziemię, zakrywa uszy, aby nie słyszeć hałasu latających istot. Drugi posuwa się do przodu z głową zakrytą płótnem, ukrywając się przed światłem. Palce układa w znak „figi” (kciuk między palcem wskazującym i środkowym tej samej dłoni), chroniący przeciwko złemu oku. Radiografia i reflektografia w podczerwieni wykazały ważną zmianę w kompozycji: mężczyzna, który podąża przed siebie, przykryty białym płótnem, był pierwotnie odwrócony plecami. Cofał się po ścieżce, którą przybył, szukając osła, który często pojawia się w ikonografii Goi jako symbol ignorancji. Długa, kręta i wznosząca się ścieżka symbolizuje trudną drogę do wiedzy, a światło jest nagrodą dla tego, który nią podąża. Postaci z obrazu Goi uciekają przed światłem poznania i postępu, pozostają w ciemności ignorancji, nie chcąc widzieć ani słyszeć. Być może intencją malarza była krytyka łatwowiernych i przesądnych ludzi, których kontrastuje z niewzruszonym osłem obojętnym na wytwory ludzkiej wyobraźni. Goya osiągnął bezpośredniość przekazu i silny efekt dramatyczny w połączeniu z tajemniczą i złowieszczą atmosferą.
Historyk sztuki Frank Irving Heckes uważał, że cała seria nawiązywała do znanych dzieł literackich znajdujących się w bibliotece książąt. Lot czarowników jest według Irvinga malarską interpretacją kulminacyjnej sceny z II aktu komedii El dómine Lucas z 1716 autorstwa José de Cañizaresa. Tym samym dziełem inspirowana jest rycina nr 50 z serii Kaprysy pt. Szynszyle. Postać przykryta prześcieradłem to Don Antonio, bohater komedii próbujący uciec z pokoju, podczas gdy Don Lucas zakrywa uszy, aby nie widzieć ani nie słyszeć tego, co jego zdaniem jest wizją piekła. Według tej interpretacji strach i przesądy mogą zniekształcić ludzką wizję świata i zamienić rzeczywistość w fantazję. Jedyne prawdziwe demony to te, które zamieszkują ciemne zakamarki ludzkiego umysłu.

## Technika

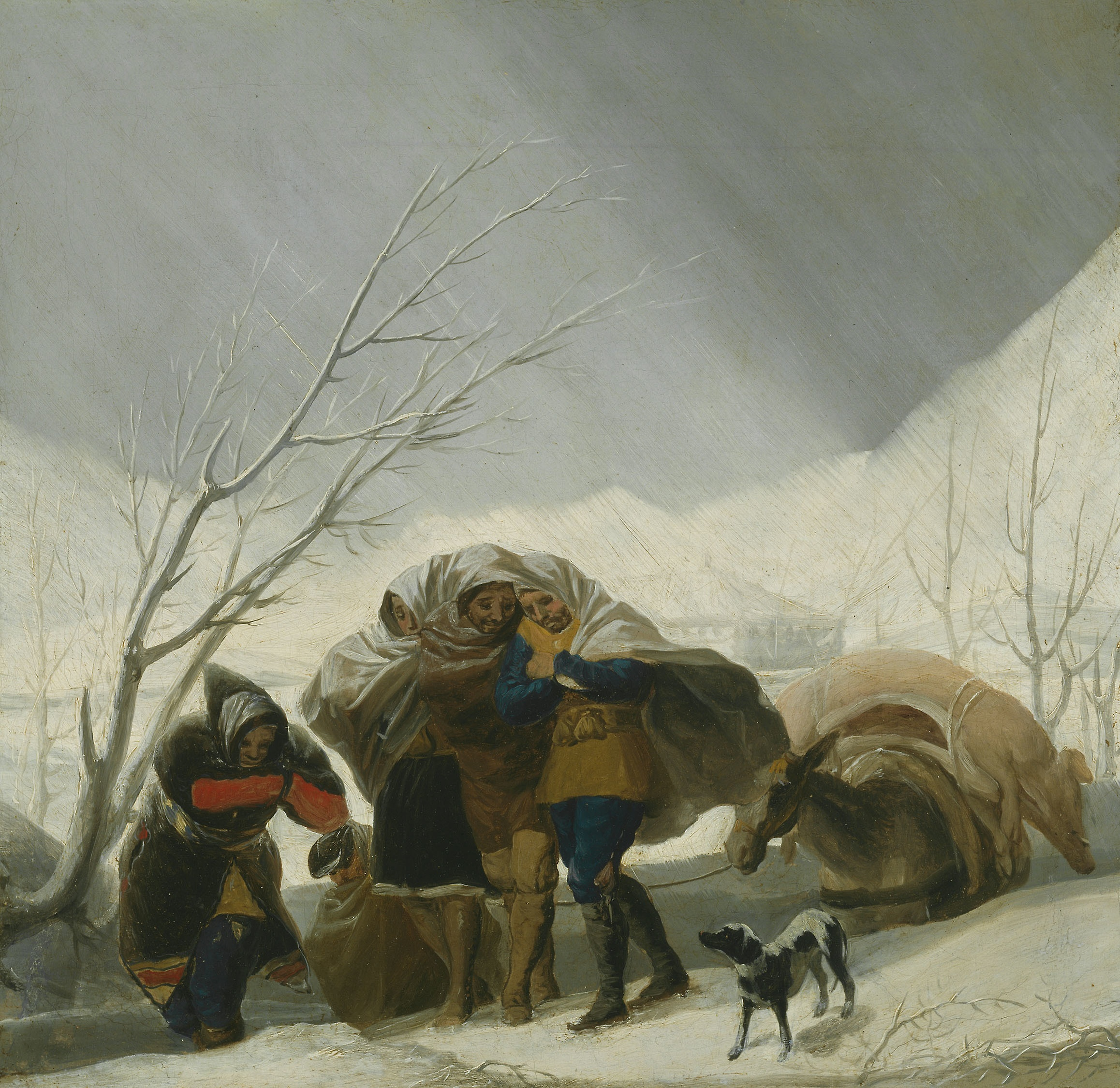
Widoczne podobieństwa ze szkicem Zima z 1799, który również należał do książąt Osuny.

Kompozycja jest spójna, na bazie trójkąta, którego szczyt stanowią skrzyżowane czapki czarowników, a podstawę rozwarte ramiona ich ofiary. Udany efekt plastyczny został osiągnięty poprzez jasne światło rozlewające się po grupie latających postaci i białym płótnie, kontrastujące z płaskim, ciemnym tłem. Miejscowo widoczny jest czerwonawy podkład, z którego Goya zwyczajowo korzystał. Pociągnięcia pędzlem są dużo lżejsze i swobodniejsze niż we wcześniejszych dziełach Goi o podobnej wielkości. Mały rozmiar obrazów gabinetowych wymusza większy stopień precyzji, ale Goi udało się uniknąć drobiazgowego stylu miniatur. W centralnej części kompozycji dominują barwy widoczne na strojach czarowników: czerwień, jasna zieleń i złoto, przywołujące kolorystykę Świętej Apolonii Zurbarána, oraz żółtawy kolor ciała. Grupa latających postaci została namalowana warstwami farby nakładanymi jedna na drugą, podczas gdy postaci na ziemi sprawiają wrażenie, jakby były namalowane alla prima bezpośrednio na wilgotnej zaprawie płótna. Istnieją podobieństwa między dolną częścią kompozycji a szkicem do kartonu do tapiserii pt. Zima z 1799, również zakupionym przez księcia Osuny.

## Proweniencja
Majątek książąt Osuny został w dużej części roztrwoniony przez ich spadkobierców, zwłaszcza XII księcia Osuny Mariana Télleza-Giróna. W 1896 w Madrycie odbyła się publiczna licytacja posiadłości i kolekcji dzieł sztuki należących do rodziny. Obrazy z cyklu Czary trafiły wtedy do różnych właścicieli. Lot czarowników znajdował się kolejno w kolekcjach: Ramóna Ibarry w Madrycie, Ibarry w Bilbao, Luisa Arany w Bilbao; Sotheby’s-Peel w Madrycie. W 1985 kupił go przemysłowy magnat Jaime Ortiz Patiño. W 2000 roku Muzeum Prado nabyło obraz na aukcji Sotheby’s w Madrycie przy pomocy środków ze spuścizny Manuela de Villaescusy Ferrery.

## Kultura
Lot czarowników jest obrazem, wokół którego rozwija się akcja filmu Trans (2013) w reżyserii Danny’ego Boyle’a.